# Francesco Saverio Buonomo
Francesco Saverio Buonomo (Gaeta, 25 giugno 1748 – Gaeta, 18 aprile 1827) è stato un vescovo cattolico italiano.

## Biografia
Nacque il 25 giugno 1748 nel Borgo di Gaeta da Vincenzo e Barbara D'Orio.
Il 19 settembre 1772 fu ordinato presbitero dal vescovo Carlo Pergamo. Divenne dapprima canonico e poi primicerio del capitolo della cattedrale. Dal 1815 resse la diocesi di Gaeta in qualità di vicario generale.
Il 20 marzo 1818 papa Pio VII lo nominò vescovo di Gaeta. Fu consacrato il 24 maggio dal cardinale Luigi Ruffo Scilla, arcivescovo metropolita di Napoli, co-consacranti Gioacchino de Gemmis, vescovo titolare di Listra, e Domenico Ventapane, vescovo titolare di Tio.
Morì il 18 aprile 1827 all'età di 78 anni.

## Genealogia episcopale
La genealogia episcopale è:
- Cardinale Scipione Rebiba
- Cardinale Giulio Antonio Santori
- Cardinale Girolamo Bernerio, O.P.
- Arcivescovo Galeazzo Sanvitale
- Cardinale Ludovico Ludovisi
- Cardinale Luigi Caetani
- Cardinale Ulderico Carpegna
- Cardinale Paluzzo Paluzzi Altieri degli Albertoni
- Papa Benedetto XIII
- Papa Benedetto XIV
- Papa Clemente XIII
- Cardinale Francesco Saverio de Zelada
- Cardinale Luigi Ruffo Scilla
- Vescovo Francesco Saverio Buonomo